# Tamás Takács
Tamás Takács (Subotica, 20 febbraio 1991) è un calciatore ungherese, attaccante del Tiszakécske.